# Cribrochamus cribrosus
Cribrochamus cribrosus là một loài bọ cánh cứng trong họ Cerambycidae.